# Liste der Baudenkmäler in Fürth-Bislohe
In der Liste der Baudenkmäler in Bislohe sind die Baudenkmäler im Fürther Ortsteil Bislohe aufgelistet. Zu diesen Baudenkmälern gibt es auch eine Bildersammlung.
Diese Liste ist eine Teilliste der Liste der Baudenkmäler in Fürth. Grundlage der Liste ist die Bayerische Denkmalliste, die auf Basis des bayerischen Denkmalschutzgesetzes vom 1. Oktober 1973 erstmals erstellt wurde und seither durch das Bayerische Landesamt für Denkmalpflege geführt und aktualisiert wird. Die folgenden Angaben ersetzen nicht die rechtsverbindliche Auskunft der Denkmalschutzbehörde.

## Baudenkmäler nach Straßen
| Lage                               | Objekt                             | Beschreibung                                                                                                 | Akten-Nr.                | Bild           |
| ---------------------------------- | ---------------------------------- | --- | ------------------------ | -------------- |
| Bisloher Hauptstraße 6a (Standort) | Rest eines ehemaligen Herrensitzes | Zweigeschossiger Putzbau mit Walmdach und kurzem, traufseitigem Nebenflügel mit Satteldach, 17. Jahrhundert. | D-5-63-000-1484 Wikidata | weitere Bilder |